# Пекинский планетарий
Пеки́нский планета́рий (кит. упр. 北京天文馆, пиньинь Běijīng tiānwénguǎn) — национальный музей естественных наук, расположенный в Пекине, Китай. Является самым большим в мире планетарием. В него входят: классический Carl Zeiss «Universarium M-IX» (в старом здании), а также новые медийные установки (в новом здании).
Основным направлением деятельности Пекинского планетария является популяризация астрономических знаний среди населения с помощью проведения различных выставок.

## История
С XV века в Пекине работает старая обсерватория — астрономическая обсерватория. Революционные для своего времени инструменты этой обсерватории были созданы в 1442 году при династии Мин, и были усовершенствованы при династии Цин. Она использовалась придворными астрономами для предоставления императору отчётов о положениях звёзд. Будучи одной из древнейших обсерваторий в мире, она занимала площадь в 10.000 м². Астрономическая площадка находится на каменной платформе высотой 15 метров и представляет собой квадрат 40 на 40 метров. Эта каменная башня является сохранившейся частью крепостной стены времён династии Мин, которая тогда окружала город. Несколько китайских традиционных астрономических инструментов приведены во дворе обсерватории: Армиллярная Сфера, сделана в Династии Мин (1:1, имитация), Armilla, сделана в династии Юань (1:1, имитация), Armilla, сделана в Династия Юань (1:3, имитация), солнечные часы Гномон. В настоящее время обсерватория является музеем, работающим под эгидой Пекинского планетария. Открыта для мира в 1983 году.
В 1957 году было построено старое здание Пекинского планетария. Через год почтой КНР были выпущены две почтовые марки, посвящённые планетарию: с изображением здания планетария (Sc #358) и с изображением прибора планетарий и искусственного звёздного неба (Sc #359). В 2001-2004 годах строилось и собиралось оборудование новой территории планетария. К 2008 году он был полностью укомплектован современнейшей техникой. В его обсерватории был установлен новый высокотехнологичный проекционный купол, который позволяет планетарию получать самое чёткое изображение в мире.

## Академические исследования
«Astronomical Enthusiasts», совместно спонсируемый Китайским астрономическим обществом и Пекинским планетарием, является профессиональным астрономическим научно-популярным изданием и отличным научно-популярным журналом, принадлежащим Китайской ассоциации по науке и технике (CAST). «Astronomical Enthusiasts» был официально запущен в 1958 году, а его название было написано тогдашним президентом Китайской академии наук Го Можо.